# 鎌田翔雅
鎌田 翔雅（かまた しょうま、1989年6月15日 - ）は、神奈川県茅ヶ崎市出身の元サッカー選手。ポジションはDF。

## 来歴
2007年7月6日、2種登録選手として湘南ベルマーレに追加される。
2010年1月5日、ジェフユナイテッド千葉へ期限付き移籍。9月22日、アジア競技大会に臨むU-21日本代表に選出され、初戦のU-21中国代表との試合で先発フル出場するなど、4試合に出場した。
2011年シーズンより湘南に復帰。J2第21節・ジェフ千葉戦の前半17分、鎌田のアーリークロスを相手GKがファンブルし、前線に残っていた大井健太郎が先制点を奪った。大井はこの試合4日前に第一子が誕生しており、また湘南も7試合ぶりに勝利した。
2012年シーズンは、J2リーグに40試合出場し、湘南の自動昇格に貢献。鎌田の出場時間はクラブ内第1位（3,447分）。
2013年シーズンは、自身初のJ1リーグでプレー。J1第16節・ヴァンフォーレ甲府戦の後半32分、鎌田がゴール前に上げたクロスから岩上祐三の得点が決勝点となった。湘南はこの試合の勝利でJ1通算100勝を達成。
2014年1月7日、ファジアーノ岡山に期限付き移籍。
2015年1月7日、清水エスパルスへ完全移籍。5月15日、「左ひざ内側側副靭帯損傷」で全治まで約4週間と診断されたことが発表された。J1-1stステージでは出場機会に恵まれなかったが、2ndステージ第7節・アルビレックス新潟戦でフル出場すると、最終節まで11試合に出場。その内、第9節・FC東京戦を除いた10試合にフル出場した。しかし、クラブは年間総合順位で17位となり、オリジナル10としてJリーグ創設以来24年間戦ったJ1リーグから初めて降格。
2016年シーズンは、J2開幕戦から第7節・セレッソ大阪戦まで先発出場を続けていたが、同節で負傷退場。4月12日、「左膝前十字靭帯損傷」で全治約6か月と診断されたことが発表された。
2017年シーズンは、怪我から復帰し第2節・サンフレッチェ広島戦から出場を重ね、第8節・川崎フロンターレ戦では前半14分に鎌田のパスカットが起点となり、鄭大世からのグラウンダーのボールに合わせた金子翔太が先制点を挙げた。金子のゴールはJ1リーグ通算20,000得点目であり、チームメートと共に喜びを爆発させた。J1第18節・ガンバ大阪戦で、プロ入り10年目・公式戦170試合目にして初得点を挙げるなど、主力として出場を重ねた。J1第33節・新潟戦の後半20分、北川航也と交代で途中出場したが、後半24分に足を負傷。ピッチ外で処置を受けた後にピッチに戻るが、後半30分に長谷川悠と途中交代。12月9日、「右膝前十字靭帯損傷」で全治約7か月と診断されたことが発表された。昨シーズンに続き、2年連続で長期離脱となった。
2018年シーズンは、怪我の影響もあり公式戦の出場は無かった。12月29日、清水との契約を更新。
2020年、ブラウブリッツ秋田へ完全移籍。主力として活躍し、圧倒的な成績で、J3優勝達成。2020年12月4日、契約満了による退団が発表された。
2021年3月24日、福島ユナイテッドFCへの加入が発表された。
2022年、富山に完全移籍、キャッチコピーは「道を開けろ！俺が通るぞ！！」で、フェイスタオルの受注数1位を獲得した。
2023年1月9日、現役引退の発表が行われた。

## 人物・エピソード
- 172cmと小柄ながらもヘディングが得意であり、プロ初ゴールもヘディングで決めている[31]。
- 2010年9月5日に第一子（長男）[32]、2014年9月18日に第二子（次男）[33]、2019年2月10日に第三子（長女）[34]が誕生している。
- シント＝トロイデンVVでビジネスディレクターを務める村田晋之佑[35]とは湘南ベルマーレジュニアユース時代の同期[36][37]。

## 所属クラブ
- のぞみFC
- 1998年 - 2001年 湘南ベルマーレジュニア
- 2002年 - 2004年 湘南ベルマーレジュニアユース（茅ヶ崎市立松浪中学校[38]）
- 2005年 - 2007年 湘南ベルマーレユース（神奈川県立寒川高等学校[39]）
  - 2007年  湘南ベルマーレ（2種登録）
- 2008年 - 2014年  湘南ベルマーレ
  - 2010年  ジェフ千葉（期限付き移籍）
  - 2014年  ファジアーノ岡山（期限付き移籍）
- 2015年 - 2019年  清水エスパルス
- 2020年  ブラウブリッツ秋田
- 2021年3月 - 同年12月  福島ユナイテッドFC
- 2022年  カターレ富山

## 個人成績
| 国内大会個人成績 | 国内大会個人成績 | 国内大会個人成績 | 国内大会個人成績 | 国内大会個人成績 | 国内大会個人成績 | 国内大会個人成績 | 国内大会個人成績 | 国内大会個人成績 | 国内大会個人成績 | 国内大会個人成績 | 国内大会個人成績 |
| 年度             | クラブ           | 背番号           | リーグ           | リーグ戦         | リーグ戦         | リーグ杯         | リーグ杯         | オープン杯       | オープン杯       | 期間通算         | 期間通算         |
| 年度             | クラブ           | 背番号           | リーグ           | 出場             | 得点             | 出場             | 得点             | 出場             | 得点             | 出場             | 得点             |
| 日本             | 日本             | 日本             | 日本             | リーグ戦         | リーグ戦         | リーグ杯         | リーグ杯         | 天皇杯           | 天皇杯           | 期間通算         | 期間通算         |
| ---------------- | ---------------- | ---------------- | ---------------- | ---------------- | ---------------- | ---------------- | ---------------- | ---------------- | ---------------- | ---------------- | ---------------- |
| 2008             | 湘南             | 32               | J2               | 2                | 0                | -                | -                | 0                | 0                | 2                | 0                |
| 2009             | 湘南             | 18               | J2               | 7                | 0                | -                | -                | 1                | 0                | 8                | 0                |
| 2010             | 千葉             | 25               | J2               | 15               | 0                | -                | -                | 1                | 0                | 16               | 0                |
| 2011             | 湘南             | 2                | J2               | 20               | 0                | -                | -                | 4                | 0                | 24               | 0                |
| 2012             | 湘南             | 2                | J2               | 40               | 0                | -                | -                | 1                | 0                | 41               | 0                |
| 2013             | 湘南             | 2                | J1               | 21               | 0                | 2                | 0                | 1                | 0                | 24               | 0                |
| 2014             | 岡山             | 15               | J2               | 15               | 0                | -                | -                | 0                | 0                | 15               | 0                |
| 2015             | 清水             | 26               | J1               | 11               | 0                | 1                | 0                | 0                | 0                | 12               | 0                |
| 2016             | 清水             | 4                | J2               | 8                | 0                | -                | -                | 1                | 0                | 9                | 0                |
| 2017             | 清水             | 5                | J1               | 29               | 2                | 1                | 0                | 3                | 0                | 33               | 2                |
| 2018             | 清水             | 5                | J1               | 0                | 0                | 0                | 0                | 0                | 0                | 0                | 0                |
| 2019             | 清水             | 5                | J1               | 3                | 0                | 5                | 0                | 2                | 0                | 10               | 0                |
| 2020             | 秋田             | 39               | J3               | 23               | 2                | -                | -                | 1                | 0                | 24               | 2                |
| 2021             | 福島             | 2                | J3               | 25               | 2                | -                | -                | -                | -                | 25               | 2                |
| 2022             | 富山             | 2                | J3               | 20               | 0                | -                | -                | 1                | 0                | 21               | 0                |
| 通算             | 日本             | 日本             | J1               | 64               | 2                | 9                | 0                | 6                | 0                | 79               | 2                |
| 通算             | 日本             | 日本             | J2               | 107              | 0                | -                | -                | 8                | 0                | 115              | 0                |
| 通算             | 日本             | 日本             | J3               | 68               | 4                | -                | -                | 2                | 0                | 70               | 4                |
| 総通算           | 総通算           | 総通算           | 総通算           | 239              | 6                | 9                | 0                | 16               | 0                | 264              | 6                |

出場歴
- Jリーグ初出場 - 2008年10月18日 J2第40節・ロアッソ熊本戦（平塚競技場）
- Jリーグ初得点 - 2017年7月18日 J1第18節・ガンバ大阪戦（IAIスタジアム日本平）

## 代表歴
- 神奈川県トレセン（2003年）
- 関東トレセン（2003年）
- ナショナルトレセン（2003年）
- U-19日本代表（2008年）
  - AFC U-19選手権
- U-20日本代表（2009年）
  - 韓国遠征
  - スペイン遠征
  - 東アジア競技大会
- U-21日本代表（2010年）
  - アジア競技大会：優勝